# Рунические памятники Таласа
Рунические памятники Таласа — памятники древнетюркского письма в долине реки Талас в современном Кыргызстане.

## Айртам-Ой
Урочище Айртам-Ой расположено в предгорьях Таласского Ала-Тоо неподалёку от современного города Талас. Памятники письменности в урочище связаны с курганным могильником, расположенным там и частично разрушенным при постройке в X веке караханидского укрепления (городище Кескентобе). По содержанию надписи единообразны и представляют собой эпитафии, близкие к енисейским надписям, но существенно более слабые по литературным качествам, дукт также заметно отличается. Многие надписи сильно разрушены, самая длинная («второй памятник») содержит 140—150 знаков.
В урочище обнаружено 12 валунов с надписями и два каменных изваяния. Находка первых пяти валунов относится к 1896 году (В. А. Каллаур) и 1898 году(археологическая экспедиция Финно-Угорского общества во главе с Г. Гейкелем) годам, шестой был найден в 1961 году П. Н. Кожемяко, последние шесть были обнаружены в конце XX века. После работ финских археологов первое регулярное изучение местности провели П. Н. Кожемяко и Д. Ф. Винник.
Плохое состояние надписей и малоизвестная терминология затрудняют датировку; исследователи предлагают даты, расходящиеся на несколько сот лет, от V до XII веков.
Высшим титулом погребённых, по-видимому, был «чор», который предположительно передавался по наследству, с характерным атрибутом «кара» (чёрный, см. Кара-чор).

## Ачикташская надпись
В 1932 году при прокладке геологического шурфа на месторождении Ачикташ около станицы Дмитриевской (нынешний Талас) И. Ф. Марьянин натолкнулся на следы древних разработок и в стене раскопа обнаружил деревянный четырёхгранный стержень с руническим письмом — единственный известный деревянный артефакт с древнетюркским письмом. Интерпретация надписи сильно варьирует, А. С. Аманжолов связал её с магическими представлениями буддистского толка.